# Тиранка
Тиранка (Myiobius) — рід горобцеподібних птахів родини бекардових (Tityridae). Включає чотири види.

## Систематика
Традиційно рід Myiobius відносили до родини тиранових (Tyrannidae). У 2007 році, на основі молекулярного філогенезу, віднесли до бекардових.

## Поширення
Тиранки живуть у тропічних гірських вологих лісах Центральної і Південної Америки.

## Види
- Тиранка рудовола (Myiobius villosus)
- Тиранка світлогорла (Myiobius sulphureipygius)
- Тиранка жовтогуза (Myiobius barbatus)
- Тиранка чорнохвоста (Myiobius atricaudus)